# Potamogeton
Potamogeton là một chi thực vật có hoa trong họ Potamogetonaceae.